# Fédération française d'éducation physique et de gymnastique volontaire

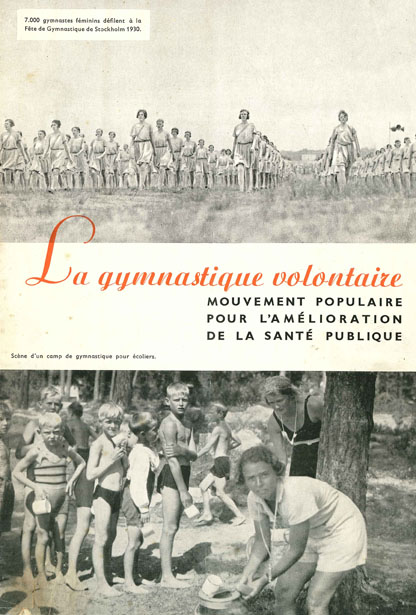
Gymnastique volontaire (Stockholm 1939).

La Fédération française d'éducation physique et de gymnastique volontaire (FFEPGV) est une fédération sportive française fondée en 1888 et dédiée à l'éducation physique (spécialisée sur les différentes formes de gymnastique) et au sport santé.

## Historique

### Origines
La Fédération française d'éducation physique et de gymnastique volontaire trouve son origine dans le courant hygiéniste de la fin du XIXe siècle. L'idée d'un lien direct entre l'exercice physique et le bien-être physique et moral se répand à travers l'Europe. Plusieurs structures associatives se créent alors, les deux plus connues étant la ligue nationale d'éducation physique de Paschal Grousset, ancien communard et le comité de propagande des exercices physiques de Pierre de Coubertin, de droite catholique conservatrice.
En octobre 1888, Paschal Grousset crée la Ligue nationale d'éducation physique qui rejette la compétition sportive en la considérant comme politiquement et moralement néfaste. Si Grousset est favorable à la pratique des sports en tant qu'hygiène de vie, il rejette toute idée de compétition, au profit d'un idéal de fraternisation et d'éducation populaire.

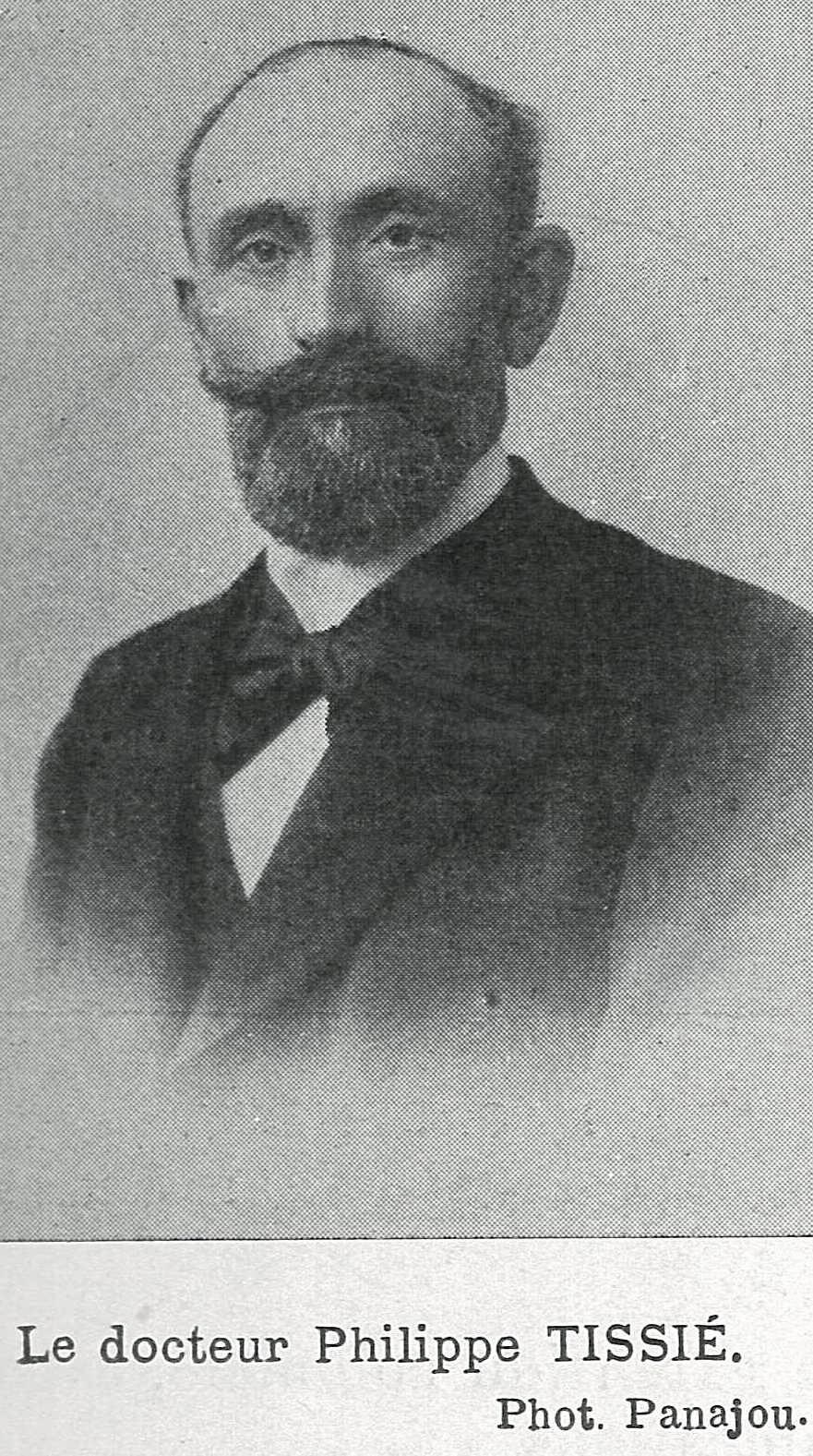
Philippe Tissié en 1901.

La même année, la Ligue girondine d'éducation physique (LGEP) est fondée par le médecin Philippe Tissié. Celui-ci prône l'éducation physique et la gymnastique pour tout le monde sans distinction de classe, d'âge ou de sexe et s'oppose au concept de compétition, comme Grousset. Prenant modèle sur la gymnastique volontaire suédoise, initiée par Pehr Henrik Ling, Philippe Tissié est partisan d'une forme de gymnastique douce aux gestuelles simples, utilisant des mouvements naturels et utilitaires associés à des techniques complexes, en vigueur chez les autres théoriciens du sport de l'époque, dont Georges Hébert.

### Fusions
En 1910, la LGEP devient la Ligue française d'éducation physique (LFEP). En 1953, la LFEP devient la Fédération française de gymnastique éducative (FFGE) sous la direction de Pierre Seurin et Raymond Dinety. En 1964, la FFGE devient la Fédération française de gymnastique éducative et de gymnastique volontaire (FFGEGV). La FFGEGV, fusionnant avec la Fédération française d'éducation physique, devient la Fédération française d'éducation physique et de gymnastique volontaire (FFEPGV) en 1971, puis l'année suivante, fusionnant avec la Fédération française d'éducation physique (FFEP), elle devient la Fédération française d'éducation physique et de gymnastique volontaire.

## Une vocation humaniste
La FFEPGV est depuis ses origines, en 1888, un mouvement humaniste attaché à l'amélioration des conditions de vie de l'humanité par l'éducation physique et la vie associative en particulier. Cet engagement perdure et se retrouve dans le concept de « sport santé » que la FFEPGV, membre du Comité national olympique et sportif français (CNOSF) et du collège des fédérations multisports et affinitaires et donc missionnée par l'État se doit de mettre en avant.
Le concept de « sport santé » est le suivant : faire de l'exercice régulièrement au sein de structures associatives adaptées suffit à apporter santé et bien-être à tous. La mission de service public de la FFEPGV lui donne ainsi pour vocation d'accueillir, conseiller et former tous les publics à l'exercice de pratiques sportives exclusivement non compétitives, afin d'éviter toute dérive liée à la recherche de performances et ainsi privilégier la santé et le bien-être de ses pratiquants.

## Activités
Les 500 000 licenciés de la FFEPGV pratiquent nombre d’activités physiques qui diffèrent selon l'âge, la condition physique et les attentes et besoins des pratiquants. Les activités proposées s'adressent à trois publics, à partir de 9 mois : enfants, adultes et seniors.
La recherche du bien-être, de la détente et de la convivialité est affichée comme essentielle par la fédération.
Fondamentalement, les activités proposées par les animateurs sportifs diplômés d'État de la FFEPGV ne nécessitent pas de matériel sportif ni d'infrastructure et peuvent se pratiquer en salle comme en extérieur. Cependant, il est fréquent de constater l'utilisation de balles, ballons, anneaux, cerceaux, quilles, plots, steps, cordes à sauter, bandes élastiques et tapis de sol, voire de raquettes, de petits haltères, de disques de glisse.
Les séances conduites par les animateurs sportifs de la FFEPGV sont personnalisées, suivant le principe de la « pédagogie différenciée ». Ainsi, au cours d'une même séance, les pratiquants n'exercent pas forcément tous simultanément les mêmes activités[réf. nécessaire].

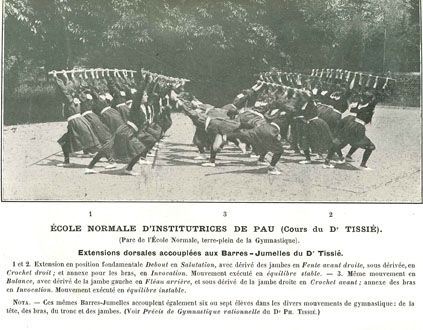
EPGV école normale Pau, 1913
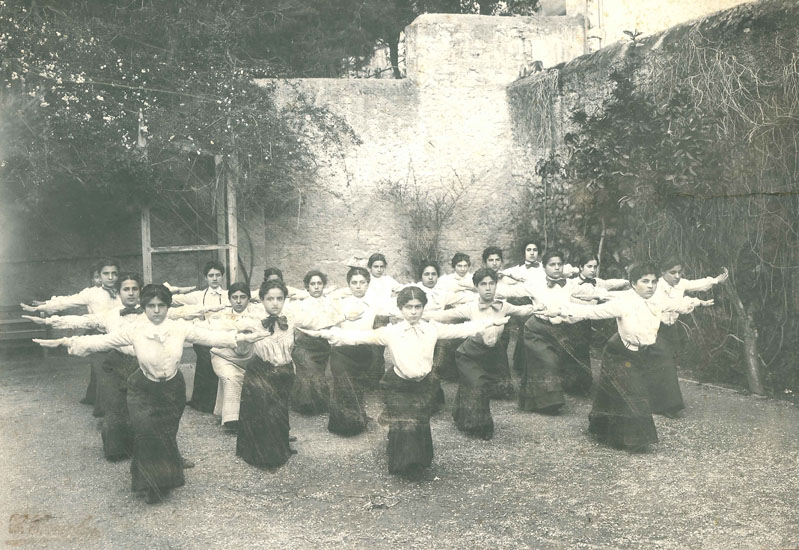
Séance EPGV Pau 1916
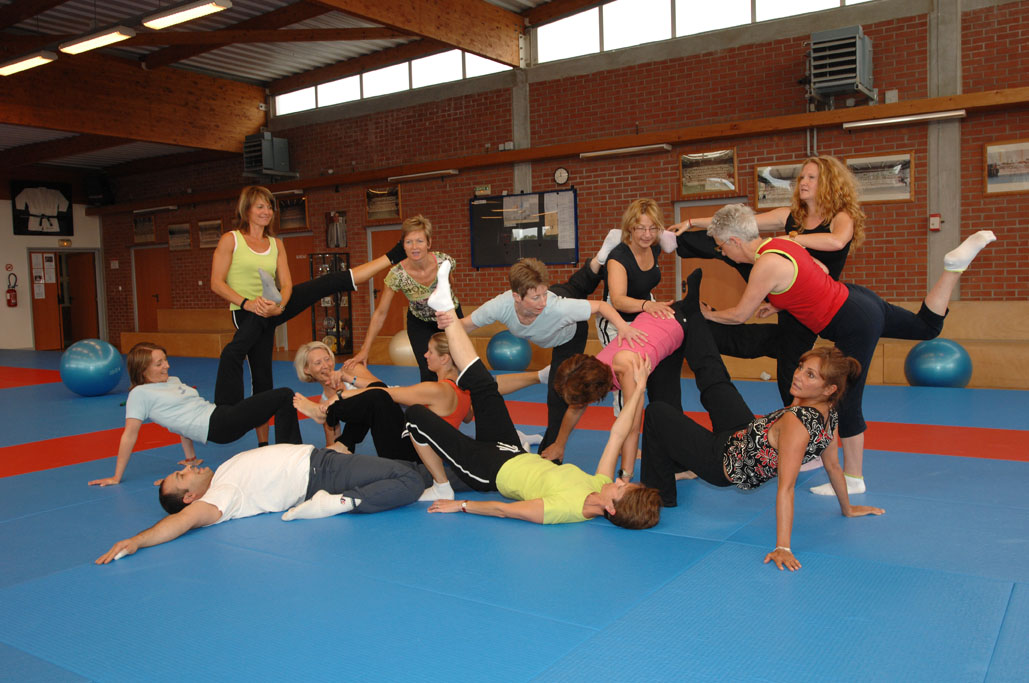
séance EPGV 2007

## Fédération et chiffres-clés
Une direction technique nationale, comme dans toute fédération sportive, définit une politique technique pour l’ensemble des activités sportives exercées au sein des clubs affiliés à la FFEPGV. Elle définit surtout le contenu des formations et l’organisation des séances suivant la spécificité de l'EPGV, la pédagogie différenciée : pas de mouvement de groupe uniforme, chaque pratiquant exécute ses propres exercices, personnalisés en fonction de son âge, sa condition physique, ses attentes et ses besoins.
Une direction générale chapeaute l’ensemble des services associatifs, juridiques, administratifs, financiers et communication. 
Treize comités régionaux et 99 comités départementaux coordonnent et mettent en œuvre les actions de formation initiale et continue des animateurs et des dirigeants d'associations. Ces comités assurent par ailleurs le développement régional et départemental de la FFEPGV.
Membre du CNOSF et du collège affinitaire des fédérations multisports, la FFEPGV, en 2009,  compte 530 000 licenciés, encadrés par 7 500 animateurs sportifs diplômés répartis dans 6 200 clubs affiliés. Elle est la 1re fédération française de sports non compétitifs et la 5e, tous sports confondus, hors fédérations scolaires. En 2021, elle compte 485 000 licenciés dans plus de 5000 clubs, 92% de femmes et 7000 animateurs salariés.